# Mesnil-sur-l'Estrée
Mesnil-sur-l'Estrée är en kommun i departementet Eure i regionen Normandie i norra Frankrike. Kommunen ligger i kantonen Nonancourt som tillhör arrondissementet Évreux. År 2022 hade Mesnil-sur-l'Estrée 942 invånare.

## Befolkningsutveckling
Antalet invånare i kommunen Mesnil-sur-l'Estrée
Referens:INSEE